# Ullensaker/Kisa IL
Az Ullensaker/Kisa IL egy norvég labdarúgócsapat Jessheim városában, amely a norvég harmadosztályban szerepel. Hazai mérkőzéseit a 4 500 néző befogadására alkalmas Jessheim Stadionban játssza.

## Játékoskeret
2021. június 12. szerint.
| #  |     | Poszt | Név                       |
| -- | --- | ----- | ------------------------- |
| 1  | NOR | K     | Christoffer Gjertsen      |
| 2  | NOR | V     | Sebastian Stokke          |
| 3  | NOR | V     | Andreas Nyhagen           |
| 4  | NOR | V     | Sindre Engja Rindal       |
| 5  | NOR | V     | Steffen Jenssen           |
| 6  | NOR | KP    | Abdisalam Ibrahim         |
| 7  | NOR | CS    | Sondre Sørløkk            |
| 8  | NOR | V     | Stian Ringstad            |
| 9  | NOR | V     | Ole Kristian Langås       |
| 10 | NOR | KP    | Mathias Sundberg          |
| 11 | NOR | CS    | Ole Sebastian Sundgot     |
| 14 | NOR | KP    | Henning Tønsberg Andresen |

| #  |     | Poszt | Név                                                |
| -- | --- | ----- | -------------------------------------------------- |
| 15 | NOR | KP    | Tomas Kristoffersen                                |
| 17 | NOR | KP    | Mathias Fjeld Gulliksen                            |
| 19 | NOR | KP    | Jonas Pereira                                      |
| 20 | NOR | CS    | Jarmund Øyen Kvernstuen                            |
| 21 | NOR | CS    | Juba Massinissa Moula                              |
| 22 | NOR | V     | William Nicolai Sundby Lunde                       |
| 23 | NOR | KP    | Martin Bergum (kölcsönben a Lillestrøm csapatától) |
| 24 | NOR | V     | Johann Hoseth Kosberg                              |
| 25 | NOR | KP    | Mathias Blårud                                     |
| 31 | NOR | K     | Stefan Hagerup                                     |

## Ismertebb játékosok
- Thomas Lehne Olsen
- Sean McDermott
- Lars-Jørgen Salvesen
- Niklas Sandberg
- Kristoffer Normann Hansen

## További hivatkozások
- Hivatalos honlapja